# Burgdorfer Aue
Die Burgdorfer Aue ist ein linker Nebenfluss des Fuhsekanal, welcher in die Aller in Niedersachsen mündet. Der Name bezieht sich auf die Stadt Burgdorf nordöstlich von Hannover. Bis ins 18. Jahrhundert war die Burgdorfer Aue ein linker Nebenfluss der Fuhse.

## Geographie

### Verlauf

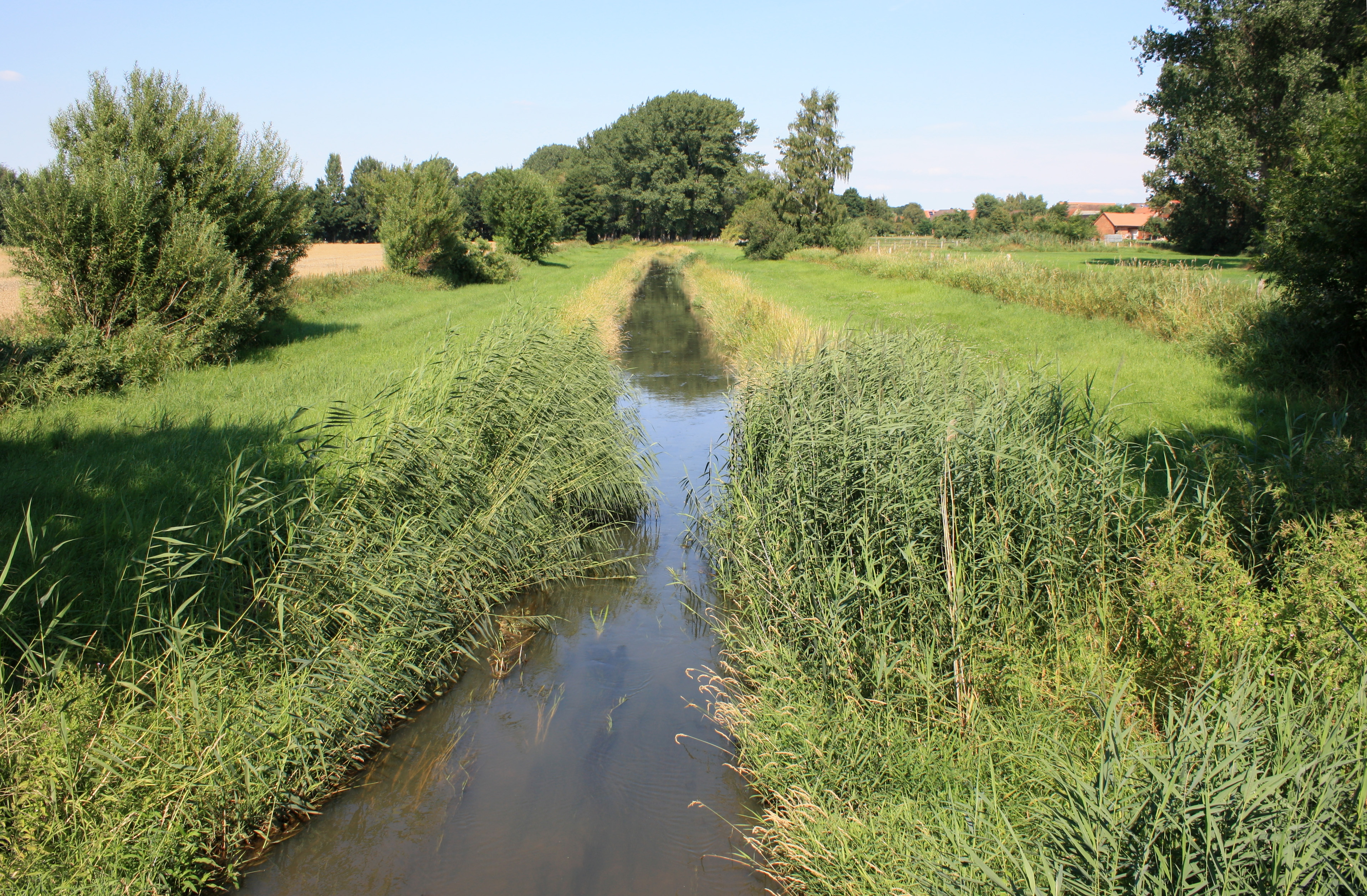
Burgdorfer Aue bei Steinwedel

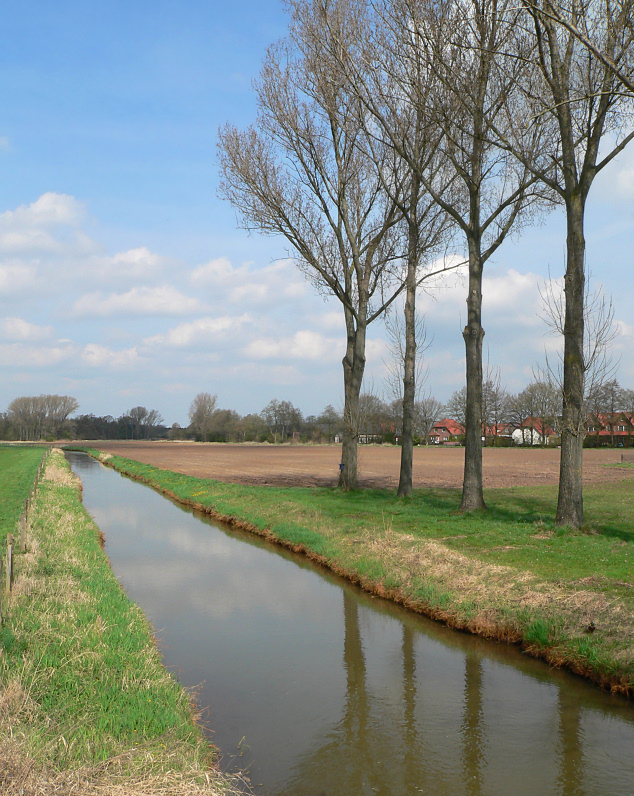
Kanalartig ausgebauter Abschnitt der Alten Aue bei Nienhagen kurz vor der Mündung

Die Burgdorfer Aue entsteht durch den Zusammenfluss mehrerer Entwässerungsgräben nördlich von Hohenhameln. Sie trägt ihren Namen ab Equord im Landkreis Peine. Nördlich von Mehrum wird sie in einem Düker unter dem Mittellandkanal hindurchgeleitet und verläuft dann in nordwestlicher Richtung, zwischen dem Hämeler Wald im Osten und der Stadt Lehrte im Westen. Hier mündet von links der Lehrter Bach. In fortan nördlicher Fließrichtung passiert der Fluss Steinwedel und durchquert in zwei Armen die Stadt Burgdorf. Nördlich von Obershagen verzweigt sich die Burgdorfer Aue heutzutage in die weiter nordöstlich fließende Alte Aue (rechts, GKZ: 48542) und die nach Norden gerichtete Neue Aue (links, GKZ: 48544). Beide münden in den Fuhsekanal (GKZ: 4854).
Die Neue Aue führt bei niedrigen bis mittleren Wasserständen die Hauptwassermenge, aber die Verzweigung ist so gestaltet, dass ihr Durchfluss eine Obergrenze hat. Bei Hochwasser fließt also das meiste durch die Alte Aue. Diese nimmt nach 1,8 km von rechts die Thöse auf und wird ab hier nur Aue genannt. An der (früheren) Mündung der Aue von links in die Fuhse im Norden von Nienhagen zweigt heute der Fuhsekanal nach links von derselben ab. Wegen einer eingebauten Schwelle (lange Zeit gab es hier sogar ein Wehr) gelangt heute bei Niedrigwasser kein Wasser aus der Fuhse selber in den Kanal. Das Wasser der Aue hingegen nimmt er normalerweise vollständig auf. Dreieinhalb Kilometer stromabwärts bei Westercelle nimmt der Kanal die Neue Aue auf.

## Umwelt- und Naturschutz
Das Wasser der Burgdorfer Aue weist durchgehend die Güteklasse II–III: „kritisch belastet“ auf.
Im März 2016 meldete die Jägerschaft Burgdorf die Rückkehr des Bibers in die Burgdorfer Aue, was als Anzeichen für gute Wasserqualität gewertet wird.
Gemäß einer Verordnung des früheren Kommunalverbands Großraum Hannover (heute Region Hannover) von 1969 sind weite Teile der Burgdorfer Aue zwischen Lehrte und Burgdorf mit einer Größe von 751,7 ha zum Landschaftsschutzgebiet erklärt worden.
Die Burgdorfer Aue wird als Angelgewässer genutzt. Vorkommende Fischarten sind Aal, Rutte, Hecht, Wels, Barsch, Schleie, Bachforelle und Weißfische.

## Kunst im Verlauf der Burgdorfer Aue
Im Rahmen des Projekts Gartenregion 2009 der Region Hannover wurde der Verlauf der Burgdorfer Aue mit sechs Skulpturen, so genannten „Landmarken“, versehen. Dazu haben Künstler aus der Region Kunstwerke mit Bezug zum jeweiligen Standort geschaffen, die über eine Länge von rund vierzig Kilometern verteilt sind. Zwei der Skulpturen befinden sich in Sehnde-Dolgen, weitere stehen in Lehrte, in Burgdorf am Pferdemarkt, in Uetze-Obershagen und bei Ehlershausen. Standorte und Benennung beziehen sich auf die Höhenlage des Gewässers, wobei sich alle fünf Höhen-Meter eine Skulptur befindet. Deren flussabwärts zunehmenden Abstände illustrieren das typischerweise abnehmende Gefälle zum Unterlauf hin.

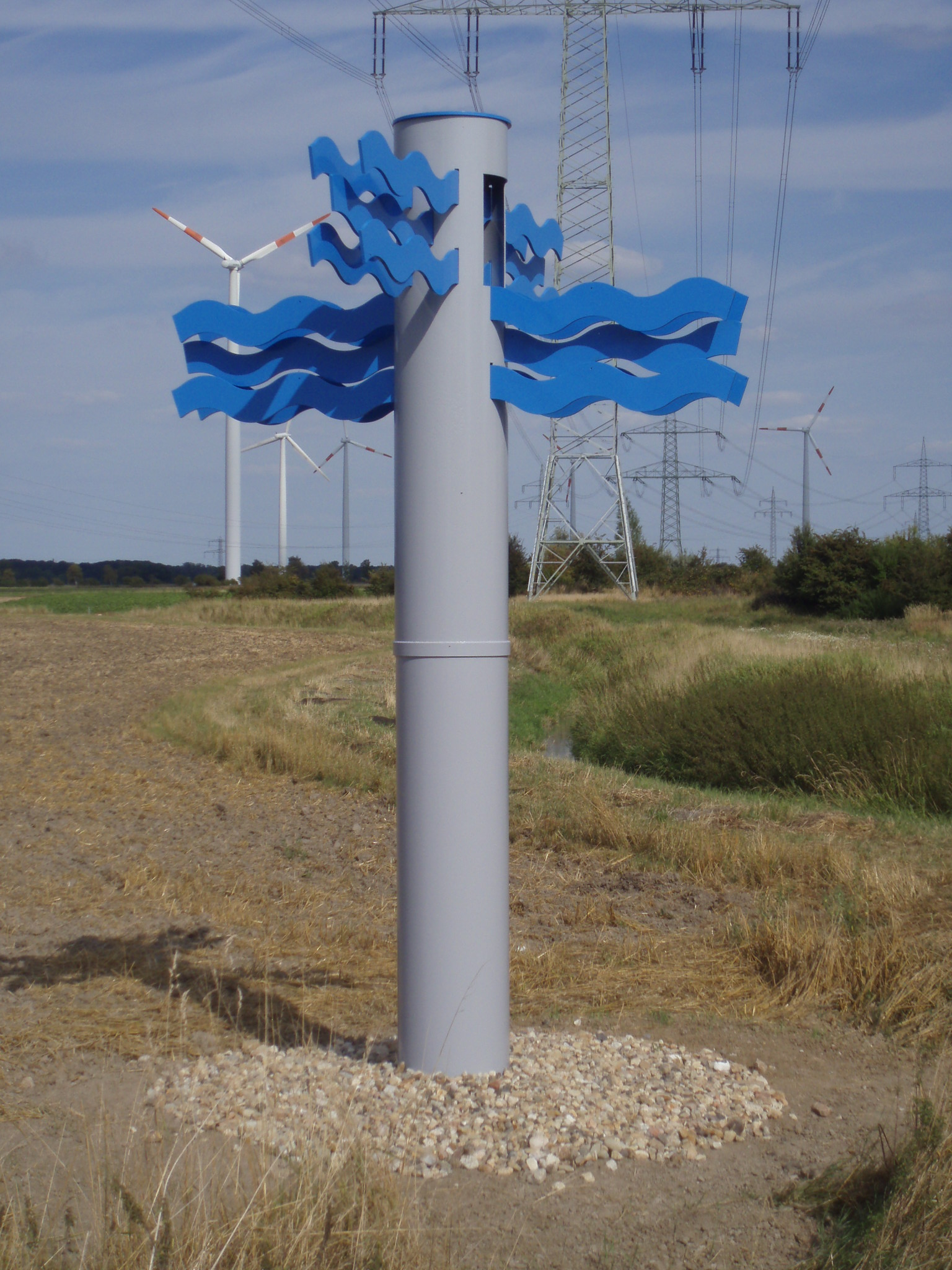
65-m-Landmarke Wasserwegekreuzung von Reiner Hildebrandt in Sehnde-Dolgen
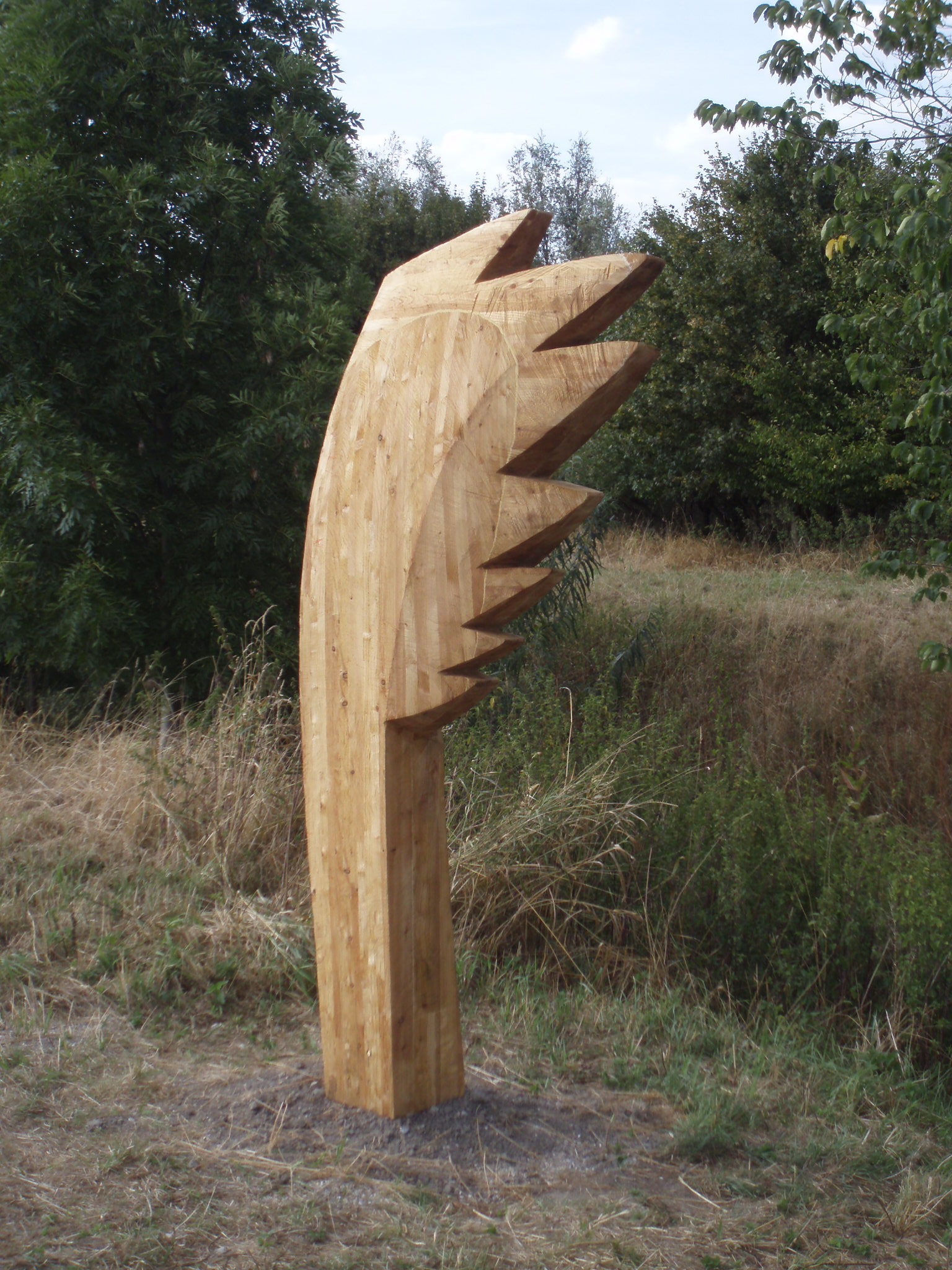
60-m-Landmarke Mit dem Wind von Susanne Siegl in Sehnde-Dolgen
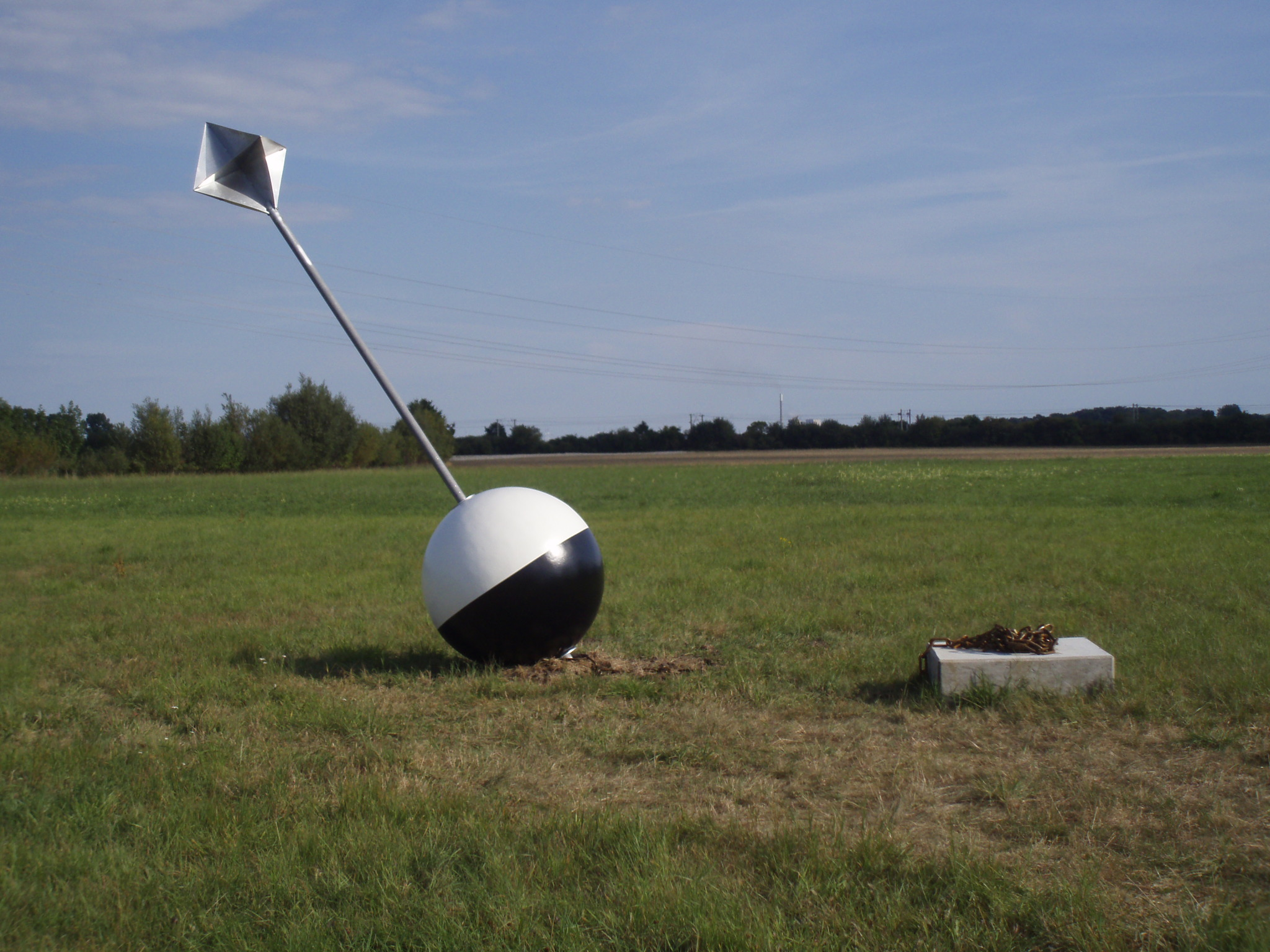
55-m-Landmarke Seezeichen von Kai Wetzel in Lehrte an den Klärteichen
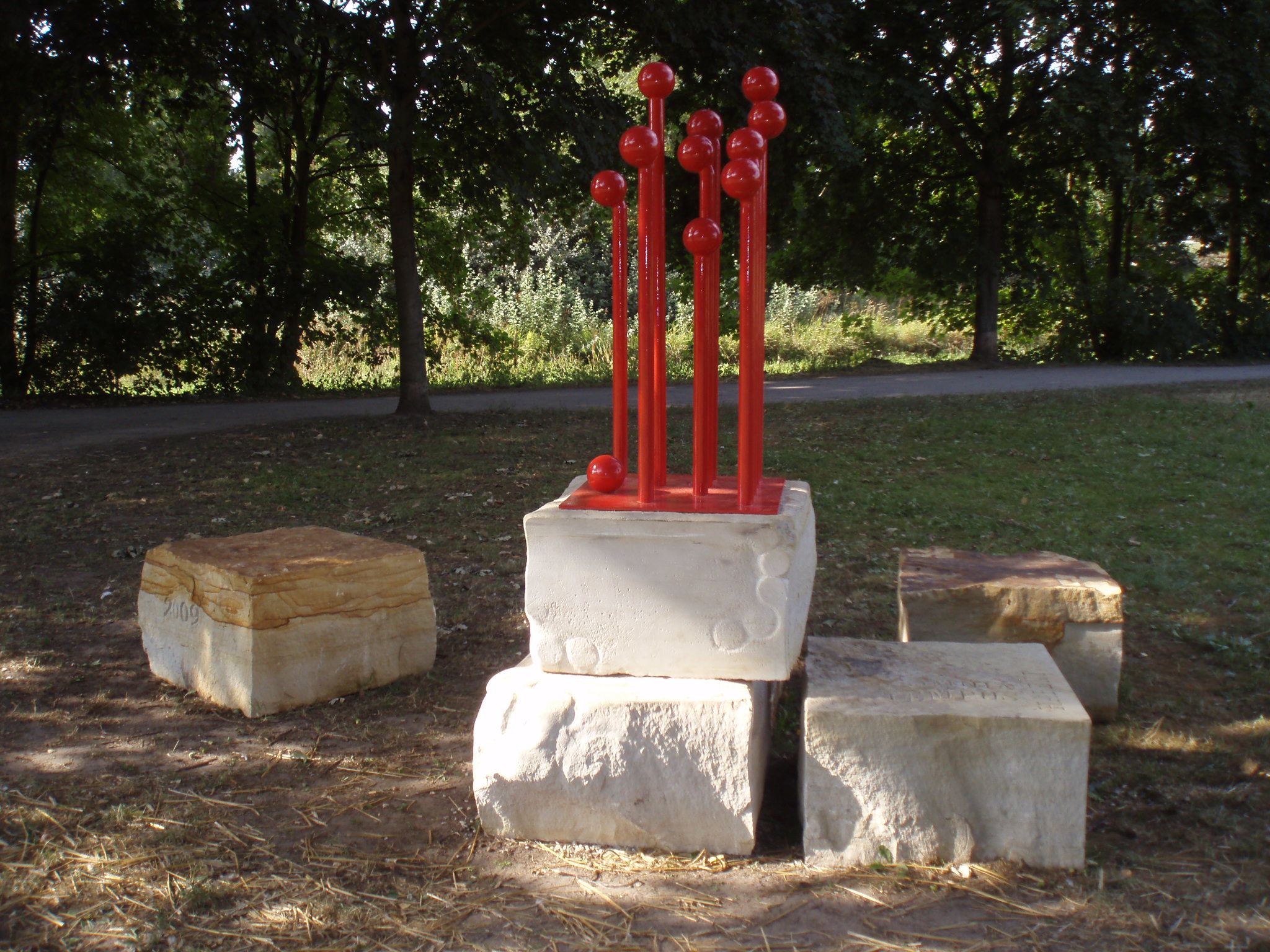
50-m-Landmarke Zeitwürfel von Knut Albrecht in Burgdorf am Pferdemarkt
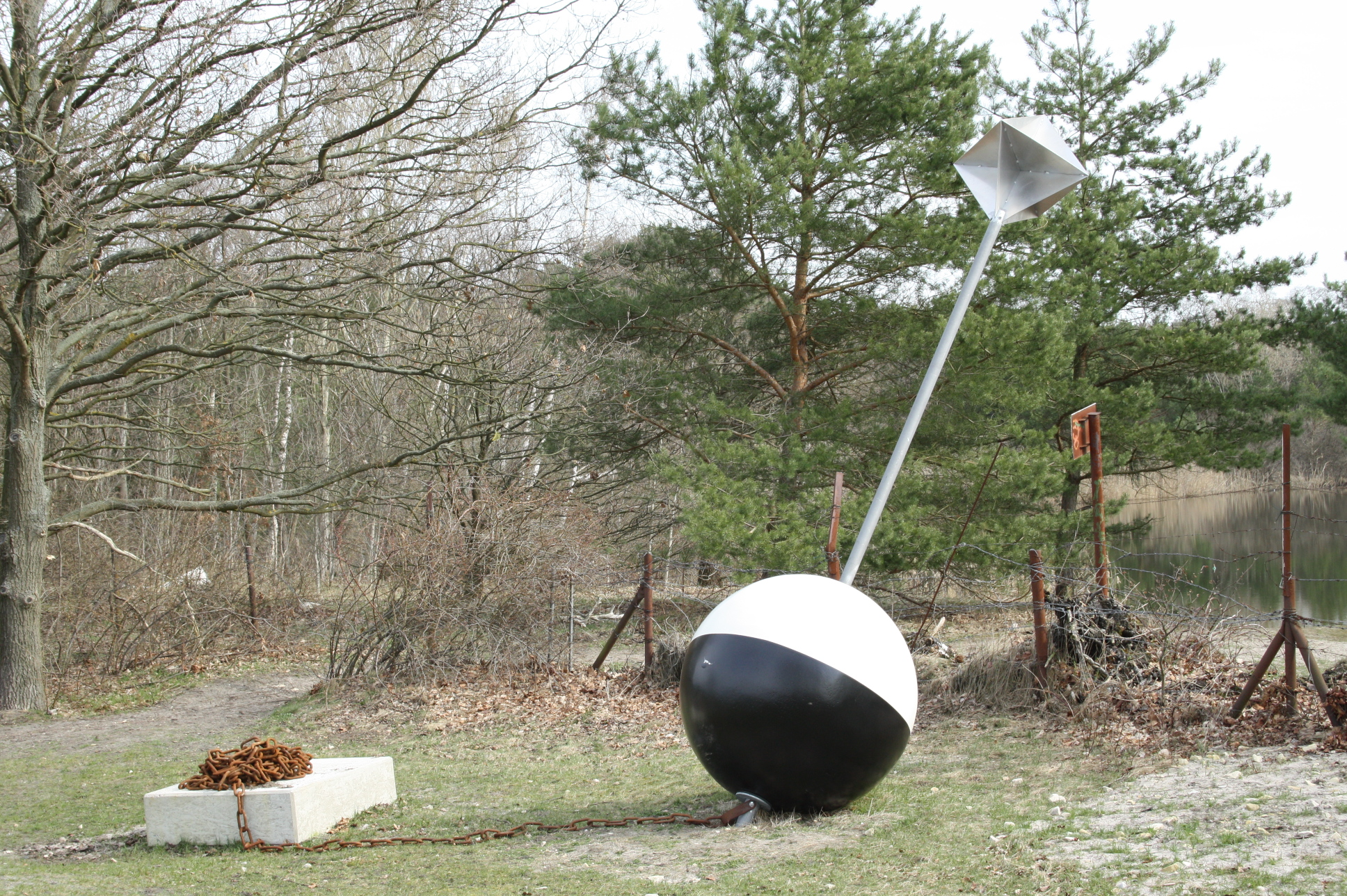
45-m-Landmarke Seezeichen von Kai Wetzel in Uetze-Obershagen
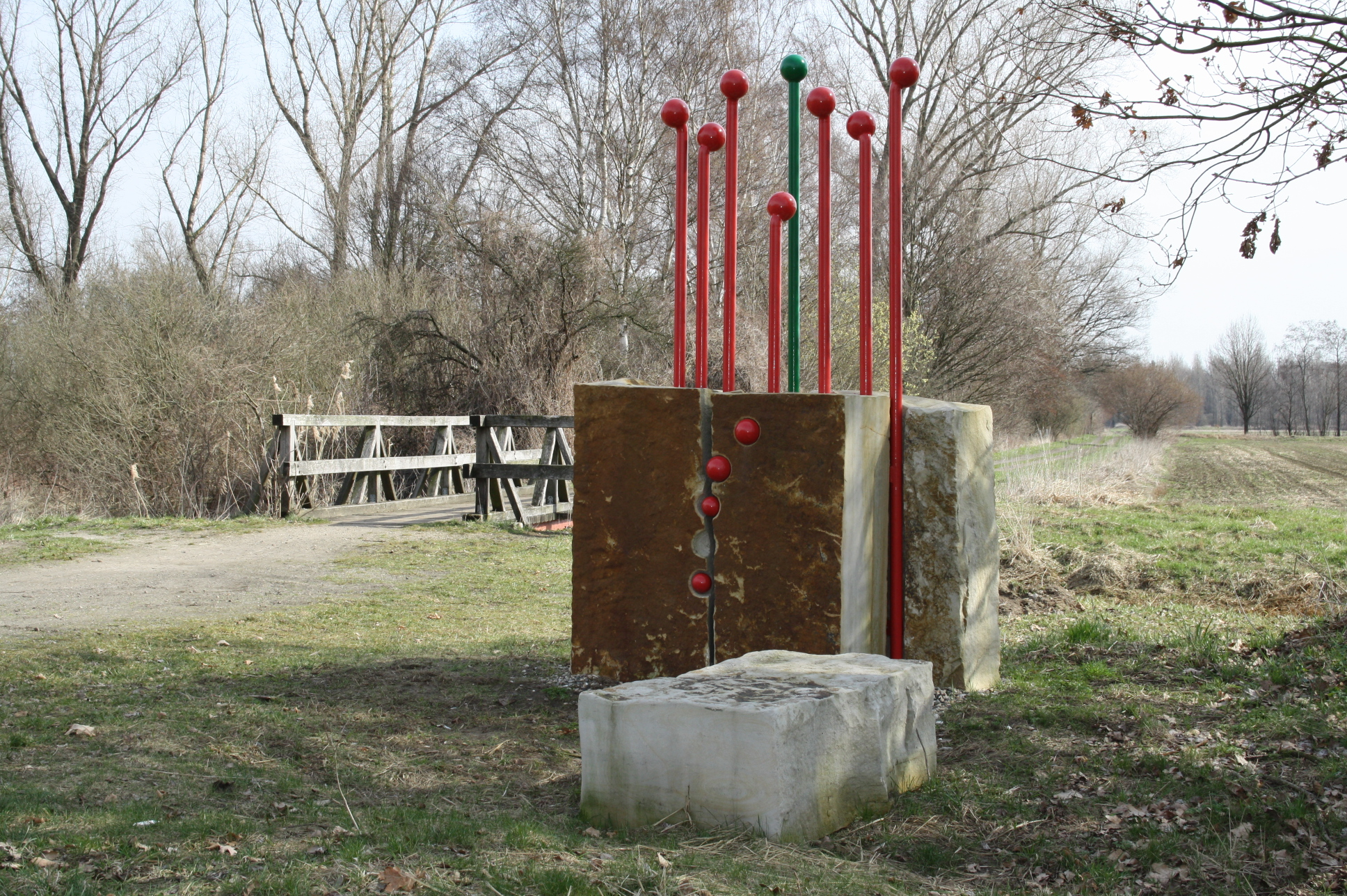
40-m-Landmarke Aufbruch von Knut Albrecht in Burgdorf-Ehlershausen